# Natalia-Elena Intotero
Natalia-Elena Intotero (ur. 14 stycznia 1976 w Bradzie) – rumuńska polityk, nauczycielka i samorządowiec, parlamentarzystka, w latach 2018–2019 i w 2019 minister do spraw diaspory, w latach 2023–2024 minister rodziny, młodzieży i równych szans, od 2024 do 2025 minister kultury.

## Życiorys
W 1995 ukończyła liceum pedagogiczne w Devie, a w 2002 studia z zakresu anglistyki na Universitatea de Vest din Timișoara. W 2007 została absolwentką stosunków międzynarodowych na Universitatea „Spiru Haret” w Bukareszcie. Od 1995 pracowała jako nauczycielka, była dyrektorką szkoły w rodzinnej miejscowości. W latach 2009–2011 pełniła funkcję zastępczyni dyrektora Colegiul Național „Avram Iancu” w Bradzie.
Zaangażowała się w działalność polityczną w ramach Partii Socjaldemokratycznej. W 2004 została radną miejską w Bradzie. Od 2004 do 2009 zasiadała w radzie okręgu Hunedoara. Od marca do października 2009 zajmowała stanowisko sekretarza stanu w resorcie spraw zagranicznych, odpowiadając za stosunki międzyinstytucjonalne. Ponownie pełniła funkcję sekretarza stanu od maja do grudnia 2012, zajmując się sprawami diaspory.
W 2012 po raz pierwszy uzyskała mandat posłanki do Izby Deputowanych, który utrzymywała również w wyborach w 2016, 2020 i 2024.
W styczniu 2018 została powołana na stanowisko ministra do spraw diaspory w rządzie Vioriki Dăncili. Zakończyła urzędowanie w kwietniu 2019 w związku ze startem w wyborach europejskich. Nie uzyskała wówczas mandatu, a w czerwcu 2019 powróciła na dotychczasową funkcję rządową. Pełniła tę funkcję do listopada 2019, odchodząc wraz z całym gabinetem.
W lipcu 2023 objęła urząd ministra rodziny, młodzieży i równych szans w gabinecie Marcela Ciolacu. W powołanym w grudniu 2024 jego drugim gabinecie została natomiast ministrem kultury. Funkcję tę pełniła do czerwca 2025.